# Harry Bradley
Harry Bradley (Belfast (Noord-Ierland), 1974) is een Ierse fluitist en uilleann pipesspeler.
Op jonge leeftijd ontdekte hij al de traditionele Ierse volksmuziek. Hij onderging invloed van de bekende fluitisten Seamus Tansey, Dessie Wilkinson, John Carty en uilleann pipes-speler Séamus Ennis. Tot nu toe heeft Harry drie albums gemaakt. Hij geeft les aan Na PÌobairÌ Uilleann headquarters waar hij ook bestuurslid is.

## Discografie
- Bad Turns & Horse-Shoe Bends
- As I Carelessly Did Stray, 2002
- The Top Room Trio, met Jesse Smith en John Blake
- The Blue Idol, met Altan